# Cryptanura maculipennis
Cryptanura maculipennis là một loài tò vò trong họ Ichneumonidae.